# Гръцка литература
Гръцката литература е литература, писана на гръцки (или старогръцки) език от 8 век пр. Хр. до наши дни. Тази литература се развива като затворена литература, без особени външни влияния, до ерата на Елинизма (4 – 1 век пр. Хр.) и има значително отражение върху цялата по-сетнешна европейска литература.

## Старогръцка литература – ранен, атически и еленистичен период

### I. Старогръцка лирика
Исторически предпоставки
През VII – VI век пр.н.е. полисът окончателно се обособява като административна единица, което е предпоставка за изявата на отделния гражданин. По същото време търговията и занаятчийството
разцъфтяват, така се създава делението между класите. Полисният гражданин се интересува повече от настоящето, отколкото от миналото. Лириката и фигурата на поета отразяват тези вълнения. Поставя се и началото на античната философия – (Талес, Питагор, Хераклит).
Същност на лириката
Названието лирика, с което означаваме днес един от трите литературни рода, е възникнало в Древна Гърция през 7 – 4 пр. Хр. Етимологията на термина се открива в думата „лира“, но този термин се
появява чак в средата на III век пр.н.е., за да се обединят в едно понятие нейните разнообразни проявления. Първичното название е мелика (от мелос, което означава песен). Самото название лирика е условно – не всички лирически видове са се изпълнявали под съпровод на струнен инструмент, използвана е била и флейта (тя няма нищо общо с днешния инструмент, назоваван под това име, а била свирка, която звучала подобно на кавал); някои видове са се изпълнявали без музикален съпровод. Лириката представя вътрешния свят на героя.
Старогръцката лирика се дели на:
1. Декламативна
- Ямб – представители: Симонид и Архолох, Хипонакс
- Елегия – представители: Туртеит, Калин, Тиртей

2. Песенна
- Солова – представители: Алкей, Сафо, Пиндар, Анакреон
- Хорова – представители: Архилох и Солон, Алкман

Представители
- Калин от Ефес (7 – 6 век пр.н.е.) се счита за първия старогръцки лирик. Творчеството му е тревожен зов за защита на отечеството.
- Архилох (7 век пр.н.е.) – прави нововъведения в съществуващия народно-песенен ямб, творчеството му е изповед на социално непълноправен гражданин.
- Солон (7 – 6 век пр.н.е) защитава новото законодателство, обосновава социалните реформи.
- Тиртей (7 век пр.н.е.) – спартански войн, автор на патриотични стихотворения, прославя смъртта на воина, който пада за отечеството и осмива страхливеца.
- Алкей (7 век пр.н.е.) създава нови песенни форми, творчеството му е свързано с политическите борби.
- Пиндар – създава солова песенна лирика.
- Сафо (7 век пр.н.е.) (наричана десетата муза) – любовна лирика
- Езоп – създател на първите басни

### II. Старогръцка драма
Исторически предпоставки
Историческите предпоставки за възникването на драмата са Гръко-персийските войни (V век пр.н.е.) Появява се нужда да се представят победите на гръцката армия.
Митологична основа
За древните елини театралните представления са били равносилни на обредни игри – появява се нужда ритуалът да бъде представян пред публика. След като е разбран, той става обществено достояние. Според Аристотел началото на драмата трябва да се търси в дитирамбите (песни в чест на бог Дионис), които имат две проявления – тържествено и пародийно.
На старогръцки драма означава действие. Драмата е синкретичен жанр, предназначен за изпълнение пред публика, който представя едновременно и вътрешния, и външния свят.
Основни елементи
Основните елементи на старогръцката драма са действие, актьор, монолог, диалог, мимически жестове, хор.
Видове драма
Има три вида драма: трагедия, комедия и сатировска драма.
- Трагедия – винаги се изпълнява в три части
- Комедия – представя се винаги самостоятелно. Тя произлиза от пародийното проявление на дитирамбите.
- Сатировска драма – стои на финала на трилогията и има за цел да пародира драмата.

Представители
Известни са имената на около стотина автори на трагедии и на около петдесетина на комедии, но са запазени цели само тези на:
- Есхил – 7 трагедии
- Софокъл – 7 трагедии
- Еврипид – 19 трагедии
- Аристофан – 11 комедии

Трагедия
- Произход – според Аристотел – от тържественото проявлениа на дитирамбите.
- Наименование – буквално означава песен на козлите (козли, защото последователите на бог Дионис са били сатири и вакханки. Вакханките са били красиви жени, а сатирите – полу хора полу-козли.

- Структура – развитието на действието в отделните части става в строга последователност.

1. Пролог – не се изпълняват песни. В тази част се открива трагедията. Странично лице или някой от актьорите представя действащите лица и конфликта, който ще се разглежда.
2. Парод – хорът заема мястото си на орхестрата с маршова стъпка, изпълнявайки песен. Тази част играе роля на повествователно встъплене.
3. Епизод – в старогръцките трагедии епизодите са най-малко три. В тях се наблюдава развитието на драматичното действие чрез диалогични и монологични части.
4. Стазим – това са части, изпълнявани от хора, състоящи се от две части – строфа и антистрофа.
5. Екзод – хорът напуска орхестрата с песен и маршова стъпка

## Гръкоромански период
Този период продължава от 2 век пр. Хр. до 4 век сл. Хр., дефакто за негово начало се определя победата на Рим над Гърция през 146 г. пр. Хр. Ранните преводачи на Новия завет употребявали различни видове койне (на гръцки koine означава „общ, общо, общност" – като кинониа – обществено, общество) за разлика от атическо-йонийския диалект, употребяван през елиническия период и от писателите атицисти като Лукиан. Романът се развил към 2 век пр. Хр., а стоическата школа се представя с текстовете на Епиктет и Марк Аврелий, сред неоплатонистите се отличил Плотин.

## Модерна гръцка литература

### 20 век
- Ранен 20 век
- Късен 20 век